# 해바라기 (빈센트 반 고흐)
《해바라기》는 빈센트 반 고흐가 그린 정물화이다. 이 그림은 두 가지 버전이 있는데, 첫 번째는 1887년 파리에서 그린 바닥에 놓여있는 해바라기이며, 두 번째는 1년 뒤 아를에서 그린 15개의 해바라기가 꽂힌 그림이다. 

## 아를에서 그린 해바라기숙

### 1888년 8월, 초판

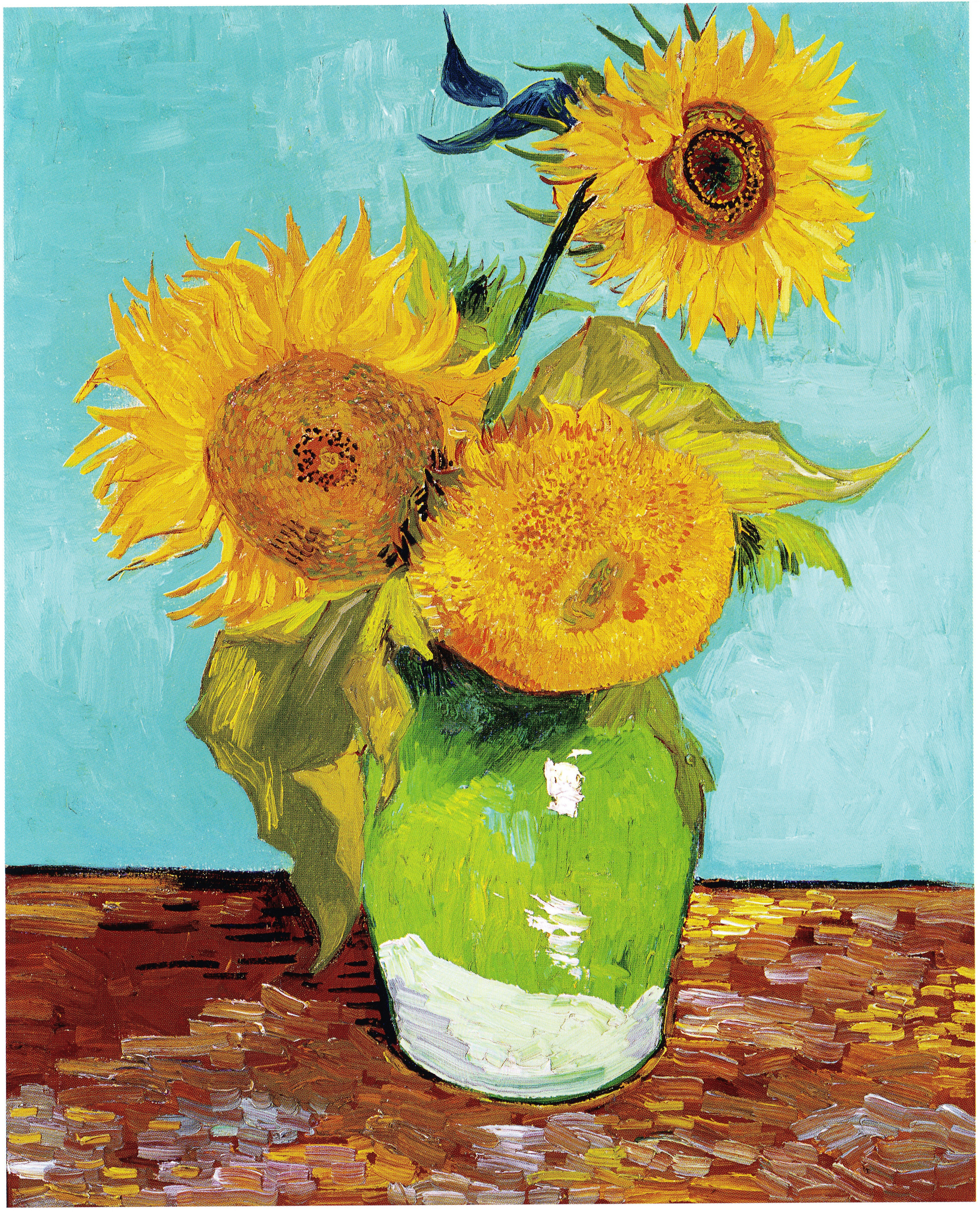
해바라기 (F453), 초판, 터키옥색 배경 유화, 73.5 × 60 cm 개인 소장
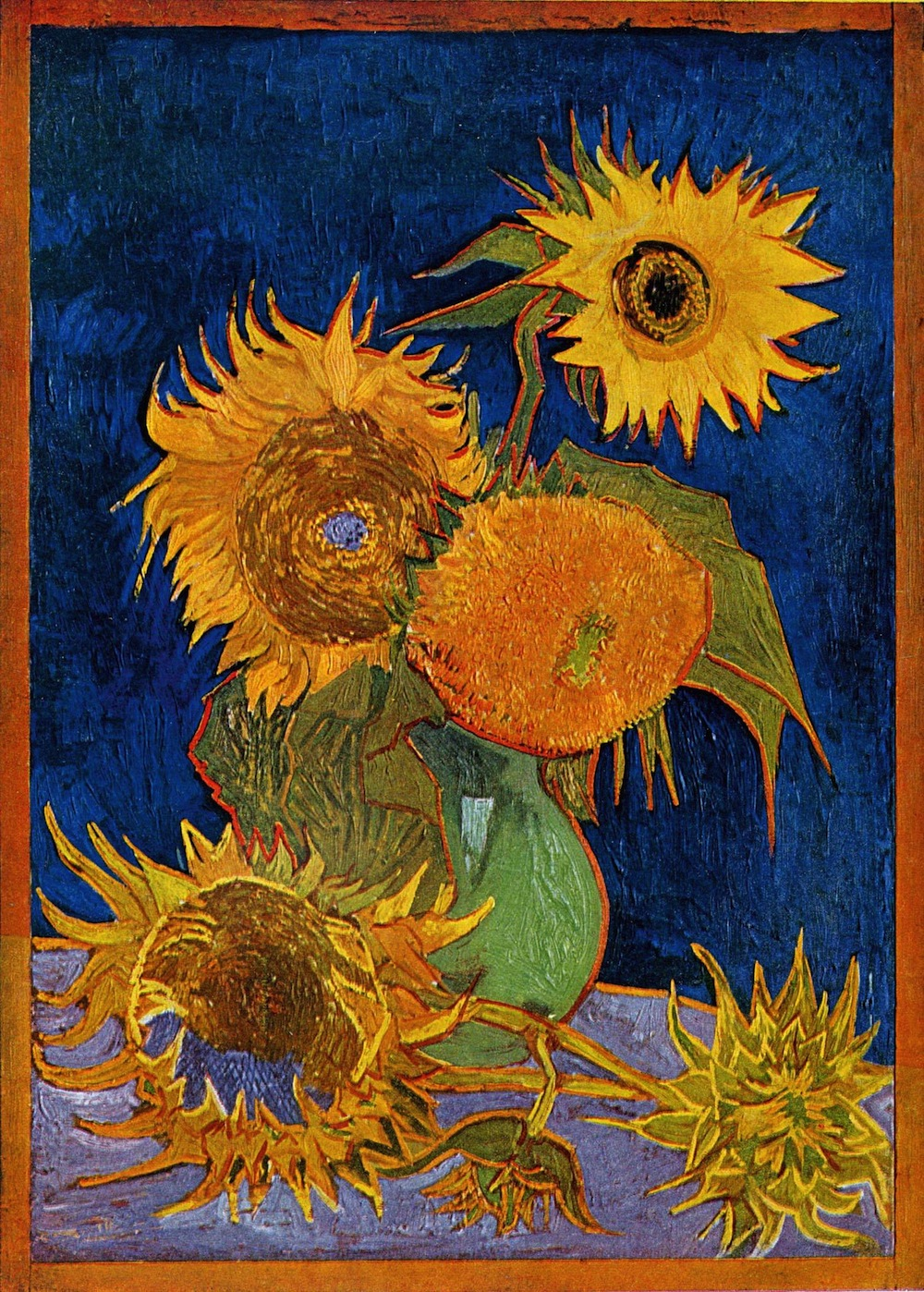
Sunflowers (F459), 2판, 로열 블루색 배경 유화, 98 × 69 cm 일본에서 개인 소장하고 있었으나, 제2차 세계대전 중인 1945년 8월 6일 공습으로 소실됨
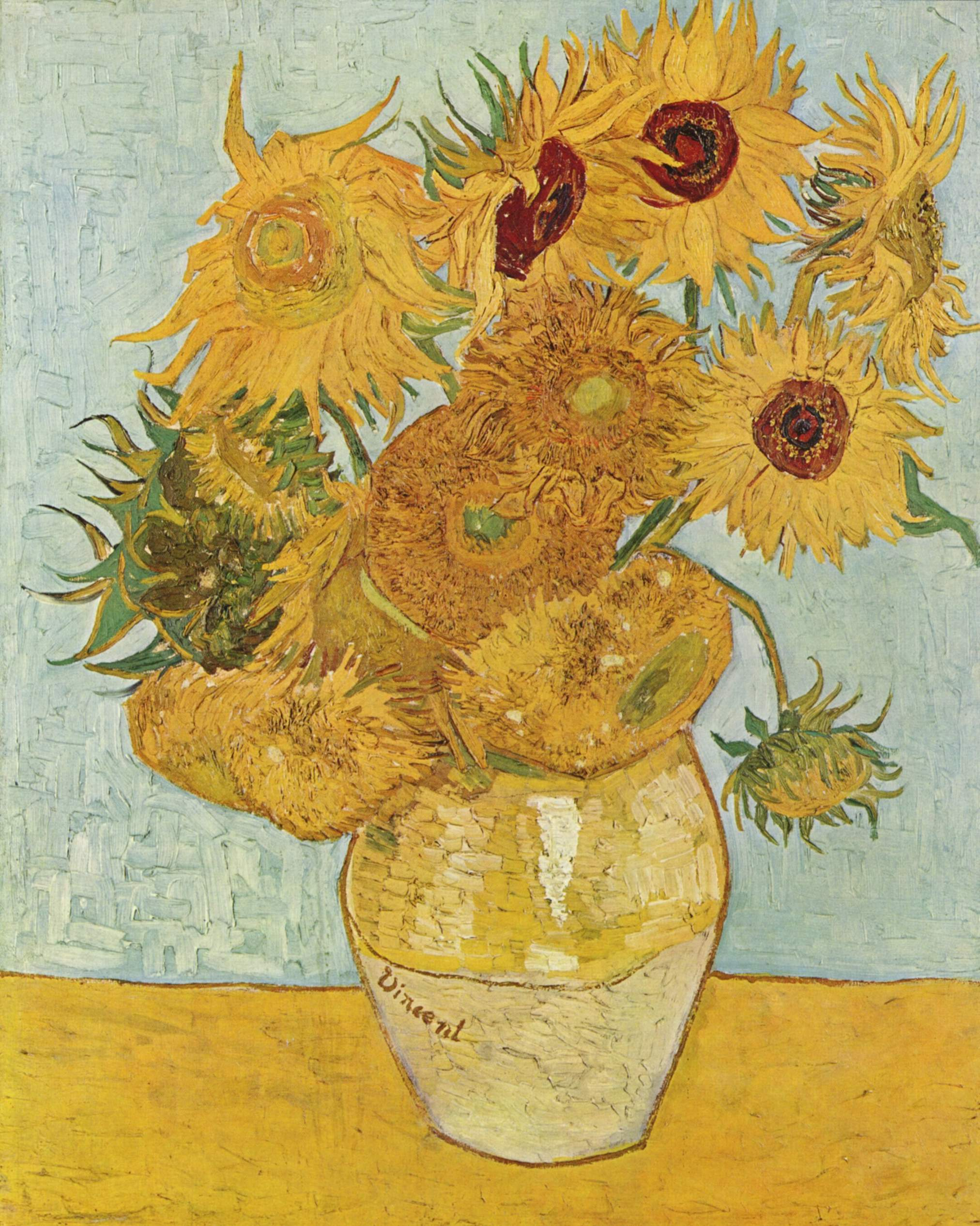
해바라기 (F456), 3판, 청록색 배경 유화, 91 × 72 cm 노이에 피나코테크, 뮌헨, 독일
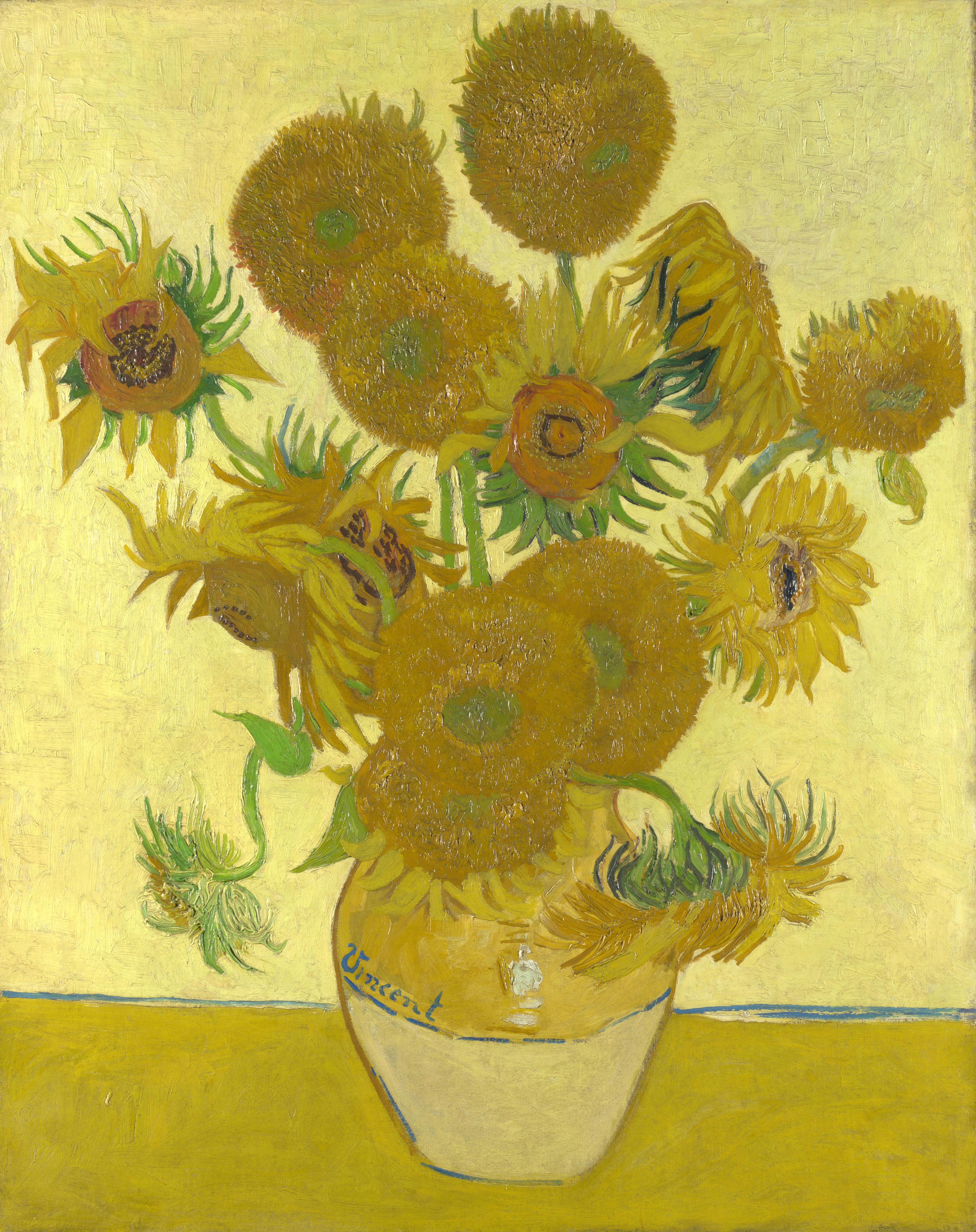
해바라기 (F454), 4판, 노란색 배경 유화, 92.1 × 73 cm 내셔널 갤러리, 런던, 영국

### 1889년 1월, 재판

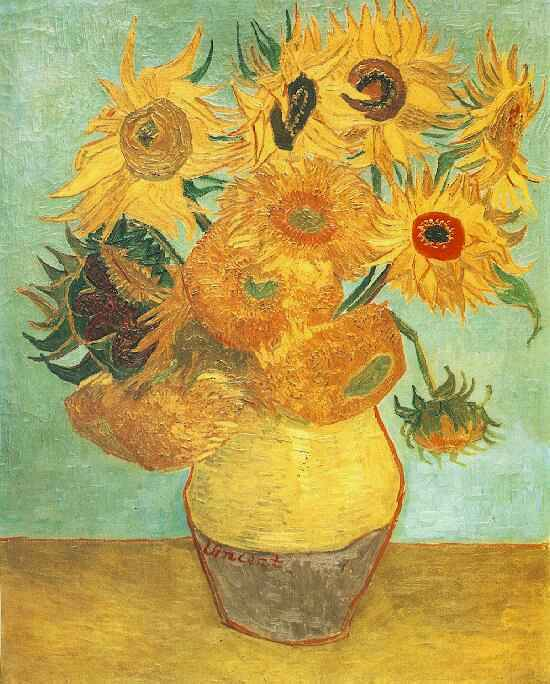
해바라기 (F455), 3판의 재판 유화, 92 × 72.5 cm 필라델피아 미술관, 필라델피아, 미국
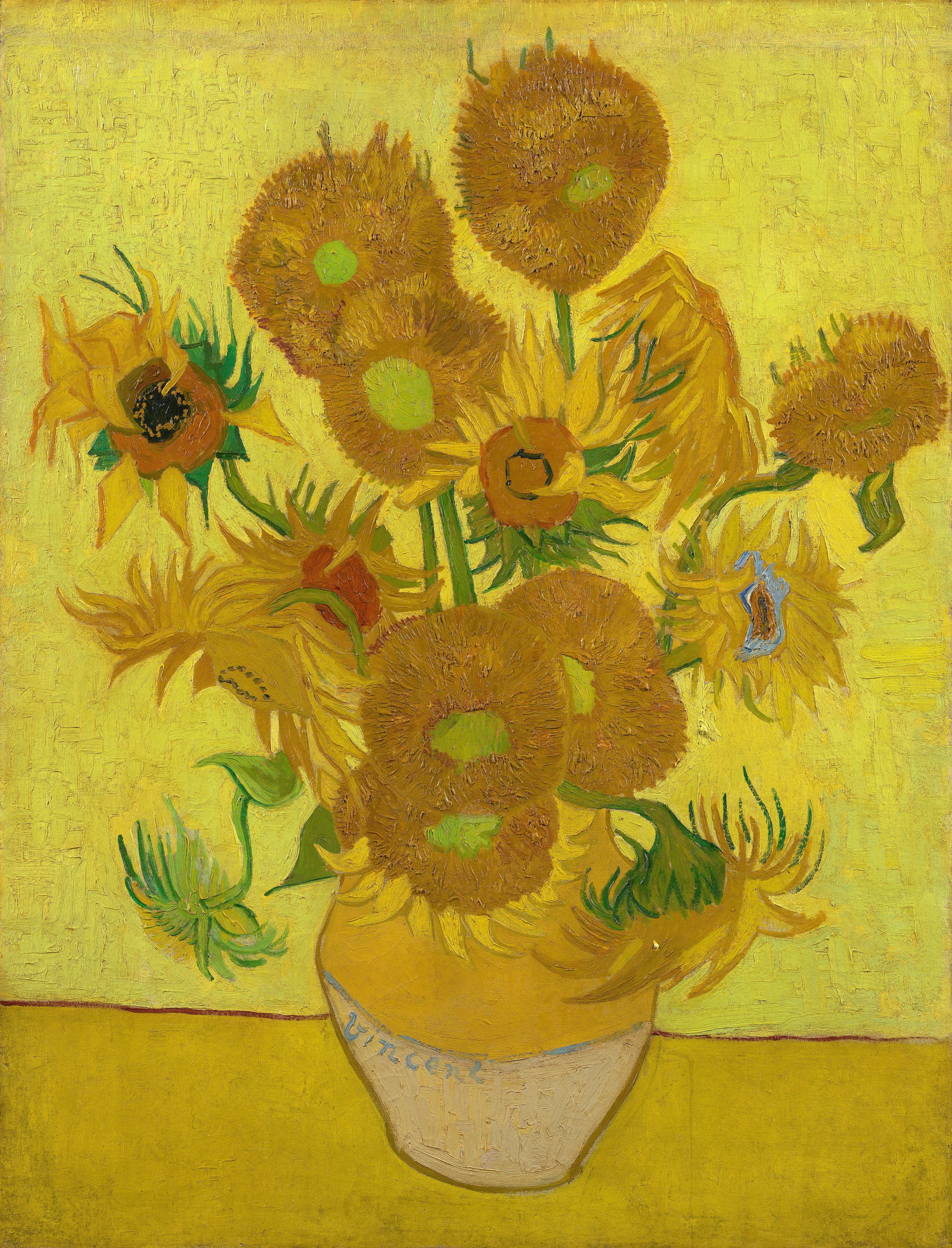
해바라기 (F458), 4판의 재판 (노란색 배경) 유화, 95 × 73 cm 반 고흐 미술관, 암스테르담, 네덜란드
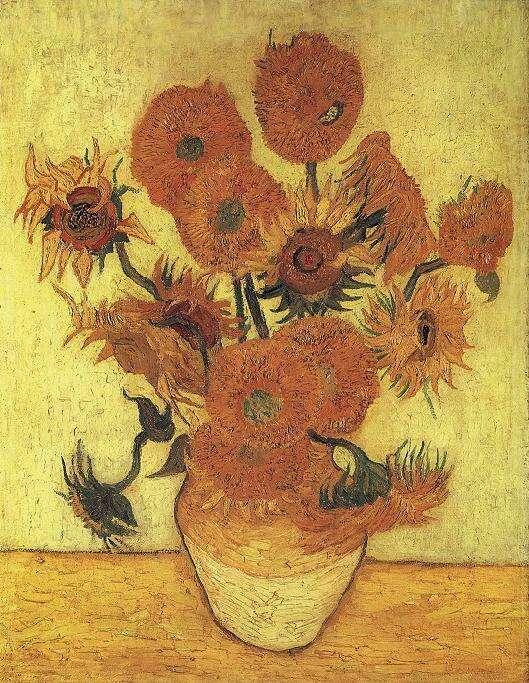
해바라기 (F457), 4판의 복제품 (연두색 배경) 유화, 100 × 76 cm 손보재팬 미술관, 도쿄, 일본

## 작품 설명
해바라기 그림으로 자신의 작업실을 장식하고 친구인 고갱을 맞이하기 위해 그렸다.
고흐는 이 해바라기 그림을 그릴 때, 동생 테오에게 아주 멋진 그림이 될 것이라고 들뜬 마음을 편지에 담아 보낼 정도로 마음에 들어 했다고 한다.
파리에서 남프랑스 아를의 노란 집으로 이사를 간 고흐는 자신의 작업실을 꾸미기 위해 해바라기 그림을 많이 그렸다. 고흐는 아름다운 곳에서 친구 고갱과 함께 살면서 그림을 그릴 수 있다는 생각에 희망에 가득 찼다. 이 시기는 고흐가 행복감에 젖어 살고 있던 때였다. 

### 화법
고흐는 물감을 두껍게 칠해 입체적으로 표현했다. 해바라기 뿐만 아니라,뒤로 보이는 벽도 노란색으로 칠했고,탁자와 화병도 한 가지 색으로 단순하게 색칠해서 해바라기 꽃이 더욱 눈에 띌 수 있도록 했다.